# 1258 год
1258 (ты́сяча две́сти пятьдеся́т восьмо́й) год  по юлианскому календарю — невисокосный год, начинающийся во вторник. Это 1258 год нашей эры, 8‑й год 6‑го десятилетия XIII века 2‑го тысячелетия, 9‑й год 1250‑х годов. Он закончился 767 лет назад.
| Пн | Вт | Ср | Чт | Пт | Сб | Вс |
|    | 1  | 2  | 3  | 4  | 5  | 6  |
| 7  | 8  | 9  | 10 | 11 | 12 | 13 |
| 14 | 15 | 16 | 17 | 18 | 19 | 20 |
| 21 | 22 | 23 | 24 | 25 | 26 | 27 |
| 28 | 29 | 30 | 31 |    |    |    |

| Пн | Вт | Ср | Чт | Пт | Сб | Вс |
|    |    |    |    | 1  | 2  | 3  |
| 4  | 5  | 6  | 7  | 8  | 9  | 10 |
| 11 | 12 | 13 | 14 | 15 | 16 | 17 |
| 18 | 19 | 20 | 21 | 22 | 23 | 24 |
| 25 | 26 | 27 | 28 |    |    |    |

| Пн | Вт | Ср | Чт | Пт | Сб | Вс |
|    |    |    |    | 1  | 2  | 3  |
| 4  | 5  | 6  | 7  | 8  | 9  | 10 |
| 11 | 12 | 13 | 14 | 15 | 16 | 17 |
| 18 | 19 | 20 | 21 | 22 | 23 | 24 |
| 25 | 26 | 27 | 28 | 29 | 30 | 31 |

| Пн | Вт | Ср | Чт | Пт | Сб | Вс |
| 1  | 2  | 3  | 4  | 5  | 6  | 7  |
| 8  | 9  | 10 | 11 | 12 | 13 | 14 |
| 15 | 16 | 17 | 18 | 19 | 20 | 21 |
| 22 | 23 | 24 | 25 | 26 | 27 | 28 |
| 29 | 30 |    |    |    |    |    |

| Пн | Вт | Ср | Чт | Пт | Сб | Вс |
|    |    | 1  | 2  | 3  | 4  | 5  |
| 6  | 7  | 8  | 9  | 10 | 11 | 12 |
| 13 | 14 | 15 | 16 | 17 | 18 | 19 |
| 20 | 21 | 22 | 23 | 24 | 25 | 26 |
| 27 | 28 | 29 | 30 | 31 |    |    |

| Пн | Вт | Ср | Чт | Пт | Сб | Вс |
|    |    |    |    |    | 1  | 2  |
| 3  | 4  | 5  | 6  | 7  | 8  | 9  |
| 10 | 11 | 12 | 13 | 14 | 15 | 16 |
| 17 | 18 | 19 | 20 | 21 | 22 | 23 |
| 24 | 25 | 26 | 27 | 28 | 29 | 30 |

| Пн | Вт | Ср | Чт | Пт | Сб | Вс |
| 1  | 2  | 3  | 4  | 5  | 6  | 7  |
| 8  | 9  | 10 | 11 | 12 | 13 | 14 |
| 15 | 16 | 17 | 18 | 19 | 20 | 21 |
| 22 | 23 | 24 | 25 | 26 | 27 | 28 |
| 29 | 30 | 31 |    |    |    |    |

| Пн | Вт | Ср | Чт | Пт | Сб | Вс |
|    |    |    | 1  | 2  | 3  | 4  |
| 5  | 6  | 7  | 8  | 9  | 10 | 11 |
| 12 | 13 | 14 | 15 | 16 | 17 | 18 |
| 19 | 20 | 21 | 22 | 23 | 24 | 25 |
| 26 | 27 | 28 | 29 | 30 | 31 |    |

| Пн | Вт | Ср | Чт | Пт | Сб | Вс |
|    |    |    |    |    |    | 1  |
| 2  | 3  | 4  | 5  | 6  | 7  | 8  |
| 9  | 10 | 11 | 12 | 13 | 14 | 15 |
| 16 | 17 | 18 | 19 | 20 | 21 | 22 |
| 23 | 24 | 25 | 26 | 27 | 28 | 29 |
| 30 |    |    |    |    |    |    |

| Пн | Вт | Ср | Чт | Пт | Сб | Вс |
|    | 1  | 2  | 3  | 4  | 5  | 6  |
| 7  | 8  | 9  | 10 | 11 | 12 | 13 |
| 14 | 15 | 16 | 17 | 18 | 19 | 20 |
| 21 | 22 | 23 | 24 | 25 | 26 | 27 |
| 28 | 29 | 30 | 31 |    |    |    |

| Пн | Вт | Ср | Чт | Пт | Сб | Вс |
|    |    |    |    | 1  | 2  | 3  |
| 4  | 5  | 6  | 7  | 8  | 9  | 10 |
| 11 | 12 | 13 | 14 | 15 | 16 | 17 |
| 18 | 19 | 20 | 21 | 22 | 23 | 24 |
| 25 | 26 | 27 | 28 | 29 | 30 |    |

| Пн | Вт | Ср | Чт | Пт | Сб | Вс |
|    |    |    |    |    |    | 1  |
| 2  | 3  | 4  | 5  | 6  | 7  | 8  |
| 9  | 10 | 11 | 12 | 13 | 14 | 15 |
| 16 | 17 | 18 | 19 | 20 | 21 | 22 |
| 23 | 24 | 25 | 26 | 27 | 28 | 29 |
| 30 | 31 |    |    |    |    |    |

## События

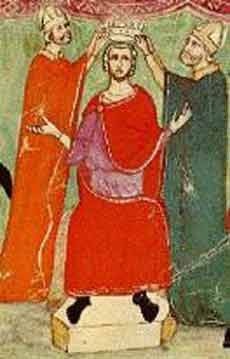
Коронация Манфреда Штауфена как короля Сицилии

- 1247—1264 — война за тюрингское наследство. Военный конфликт за право наследования земель пресекшейся династии Людовингов между родственниками ландграфского дома по женской линии[1].
- 1256—1258 —  закончилась война за Эвбейское наследство. Вооружённый конфликт между князем Ахайи Гилльомом II и коалицией других правителей франкской Греции, опасавшихся его устремлений[2].
  - Битва у горы Каруди заканчивает войну. Победа Гильома II де Виллардуэна, князя Ахейи.
- 1256—1270 — Война Святого Саввы. Вооружённый конфликт в крестоносных государствах Палестины между генуэзцами, при содействии владетеля Тира Филиппа де Монфора и рыцарей-госпитальеров с одной стороны и венецианцами, в союзе с Пизой, провансальцами, тамплиерами и большинством палестинских баронов — с другой (часть Венецианско-генуэзский войн)[3].
- 18 марта — представителями Уэльса и Шотландии, Лливелином ап Грифидом и Уолтером Комином, подписано соглашение о взаимопомощи и свободной торговле.
  - Лливелин ап Грифид, правитель Гвинеда, собирает всех союзных ему валлийских лордов, которые приносят ему личную присягу; Лливелин, вероятно, принимает титул принца Уэльского.
- Июнь — Оксфордские провизии английских баронов, ограничивающие власть короля. В октябре Генрих III вынужден их санкционировать.[4]

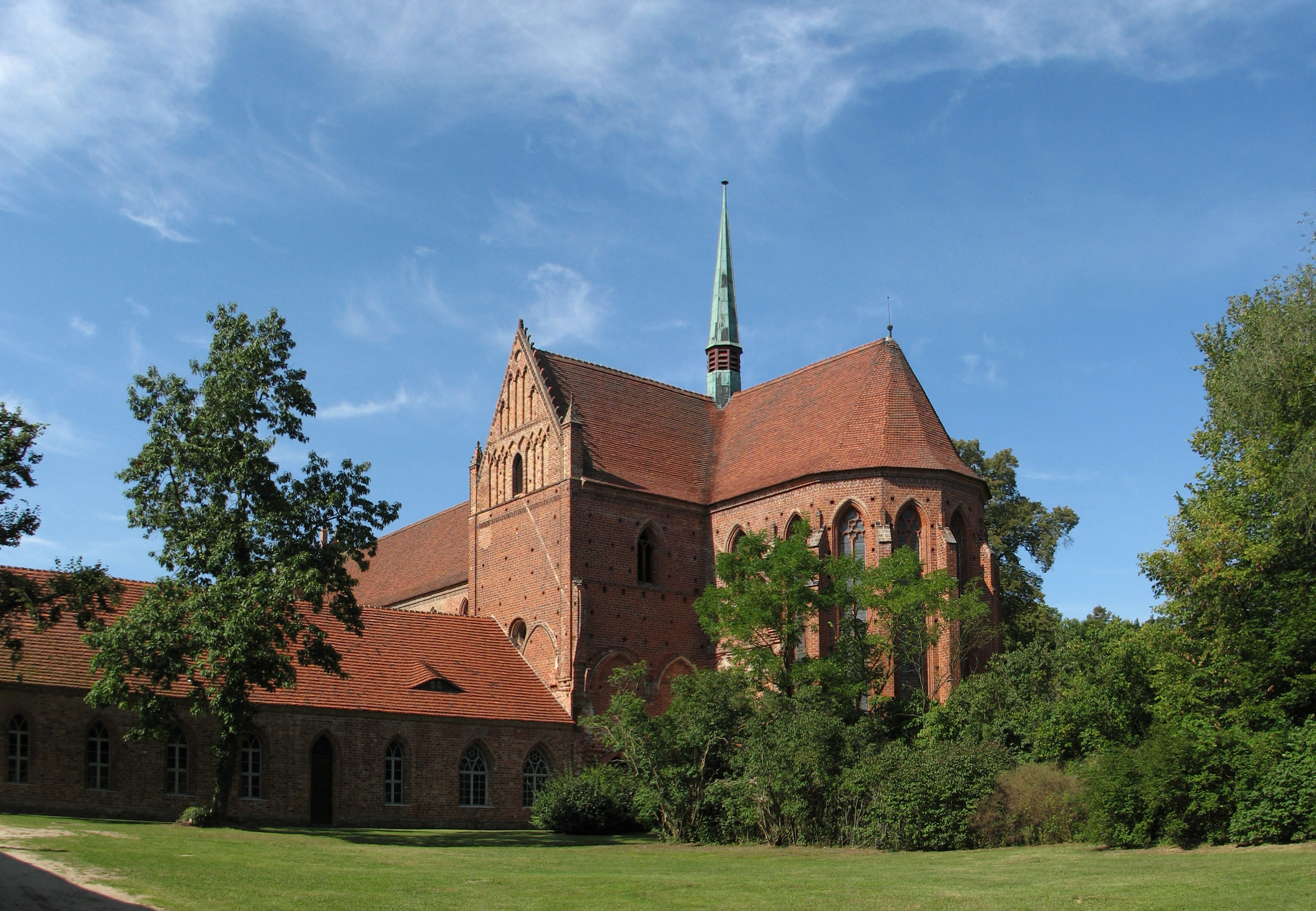
Коринский монастырь, основанный в 1258 году

- Урянхатай занимает Ханой. Город подвергается разгрому и сожжению, и через девять дней монголы покидают его.[5]
- Впервые упоминается местность в устье реки Лаба (сов. Дейма), где в 1274 году заложена крепость (сов. г. Полесск)[6].

### Монгольская империя
Правление: Мункэ

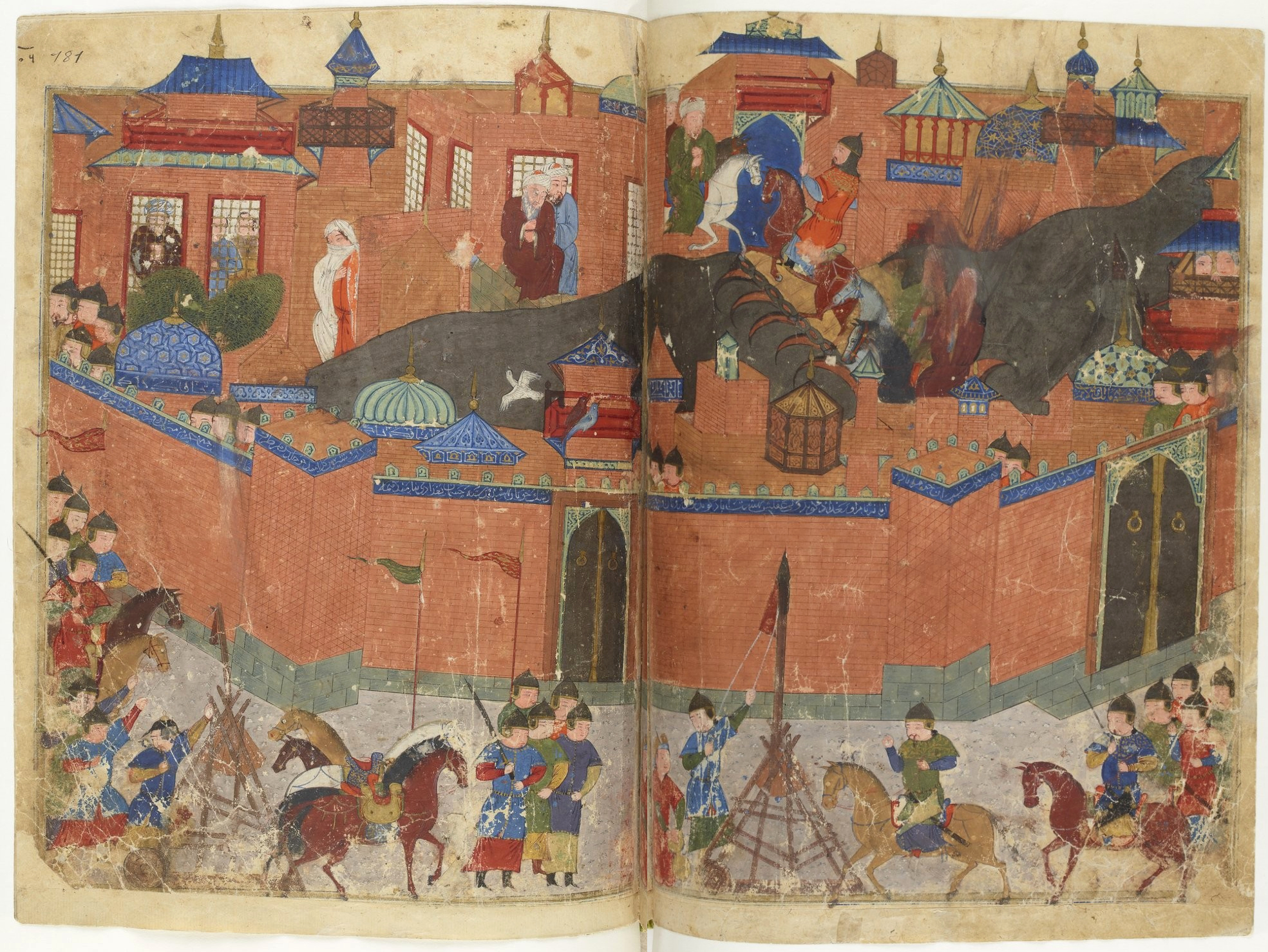
Осада Багдада монголами

- 1252—1279 — Монгольское завоевание империи Южная Сун[7].
- 1256—1260 — Ближневосточный поход монголов направленный против иранских исмаилитов-низаритов, халифата Аббасидов, сирийских Айюбидов и мамлюков Египта[8]:
  - Январь — армия Хулагу подступает к Багдаду. Халифское войско разбито и город взят в осаду (Битва за Багдад (1258)[9].
  - 10 февраля — монголы врываются в Багдад. Грабёж и резня продолжаются пять дней; евреи и христиане пощажены (по просьбе несторианки Докуз-хатун, старшей жены Хулагу)[9].
  - 20 февраля — казнён халиф Аль-Мустасим и все мужчины из рода Аббасидов. Затем монголами взят Васит; Басра покорилась добровольно. Гибель Аббасидского халифата[9].
  - Визирю и сахиб-дивану, оставленным на своих постах, а также другим чиновникам, назначенным Хулагу, было приказано «восстановить Багдад, очистить город от убитых и мёртвых животных и вновь открыть базары»[8].
  - Бука-Темир был отправлен покорять южную часть Ирака Арабского и Хузестан[8].
  - Из Багдада Хулагу двинулся на север, сначала к Хамадану, а затем — в Восточный Азербайджан, к Мараге, которую намеревался сделать своей столицей[8].
  - Август — Хулагу продвинулся к Тебризу, где принял мусульманских властителей, прибывших выразить покорность и поздравить с победами, в частности Саада, сына атабека Абу Бакра из Фарса, и братьев Изз ад-Дина Кей-Кавуса II и Рукн ад-Дина Кылыч-Арслана IV из Конийского султаната[8].
  - Трофеи, захваченные при разгроме низаритов и аббасидов, были частью переправлены на хранение в замок на острове Шахи озера Урмия, частью — посланы великому хану Мункэ вместе с известиями о завоеваниях в Иране и Ираке и планами вторжения в Сирию[8].
- Март — 40-тысячная монгольская армия под командованием хана Мункэ выступает в поход против Южной Сун из Каракорума через Сычуань[10]:
  - Май — армия достигает гор Люпаньшань (Ганьсу), где разделяется на три колонны[10].
  - 6 октября — армейская колонна Мункэ вступает в Ханьчжун[10].
  - 4 ноября — Мункэ занимает Личжоу (Сычуань)[10].
  - 7 декабря — взята крепость Дахошань (близ Цанси)[10].
- 1257—1258 — закончилось первое Монгольские вторжения во Вьетнам[11].
- 1258—1259 — первое Монгольское вторжение в Литву[12]: 
  - Зима — монгольское войско Бурундая напали на ВКЛ[12].
  - В походе приняла участие дружина Василька Романовича.
  - Возможно, это было карательной акцией за вторжения литовцев на территории, удерживаемые монголами[12].
- Монгольские войска завоевали Иран и начали покорение Южного Китая[13].

## Русь
Правление: 1252—1263 — Александр Ярославич Невский
- Зима 1258/59 — в пределы Галицкой земли вступает татарский воевода Бурундай "со силою великою" и в ультимативной форме требует от Даниила Галицкого и его брата Василько принять участие в походе на ВКЛ. Василько воюет в союзе с татарами в литовской земле, а Даниил же не принимает участие в походе, однако занимает г. Волковыйск[14].
- Зима 1258/59 — Литва подверглась нападению войска монгольского военачальника Бурундая (в составе которого были также силы владимиро-волынского князя Василько Романовича). Миндовгу удалось избежать непосредственного военного столкновения, однако это нападение временно приостановило литовскую экспансию на русские земли[15].
- Состоялся съезд русских князей на котором присутствовали представители отдельных князей, княжеских кланов и коалиций[16].
- Александр Невский с братом Андреем Ярославичем, двоюродным племянником ростовским князем Борисом Васильковичем вновь едет в Золотую орду, откуда по известиям летописи отпущены "с многою честью на Русь и приидоша тоя же осени каждый в свою отчины"[17].
- Лето — Даниил Романович с сыном Львом Даниловичем участвуют в войне с Глебом Ростиславичем, владетелем г. Волковыйск[18].
- Торжок подвергся литовскому набегу (см. 1225, 1245, 1335, 1372)[19].

## Начало правления

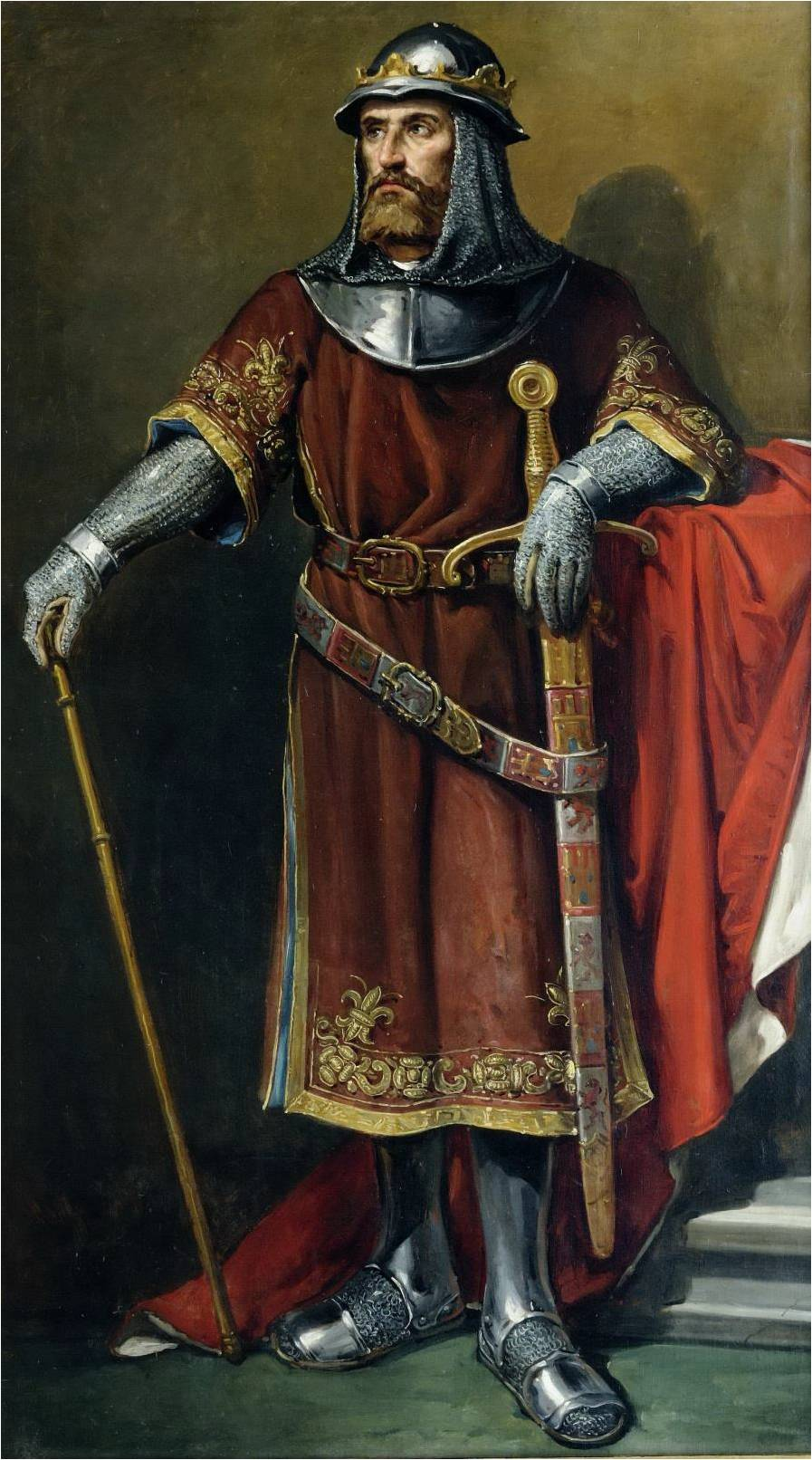
Кастильский король Санчо IV Храбрый

См.также: Список глав государств в 1258 году
- 16 августа — по завещанию Феодора II Ласкариса после его смерти престол наследует его 8-летний сын Иоанн, регентами при котором становятся протовестиарий Георгий Музалон и патриарх Арсений Авториан. На девятый день после смерти Феодора наёмники убивают Музалона и трёх его братьев. Михаил Палеолог становится регентом, а затем — великим дукой[20].
- Дайвьет — Чан Тхань Тонг (1258—1285).
- Никейская империя — Иоанн IV Ласкарис (1258—1261), регент Михаил VIII Палеолог.
- Королевство Сицилия — Манфред I (1258—1266).

## Родились
См. также: Категория:Родившиеся в 1258 году
- Нидзё — японская писательница.
- Осман I — османский султан (1299—1326).
- Санчо IV Храбрый — король Кастилии (1284—1295).

## Скончались
См. также: Категория:Умершие в 1258 году
- 20 февраля — аль-Мустасим, последний багдадский халиф (1242—1258).
- 16 августа — Феодор II Ласкарис, никейский император (1254—1258).
- Декабрь — Уолтер Комин.
- Мейнхард I — граф Горицы (1232—1258) и Тироля (с 1253).